# کیت اسپید
کِیت اسپِید (انگلیسی: Kate Spade; زاده ۲۴ دسامبر ۱۹۶۲ – درگذشته ۵ ژوئن ۲۰۱۸) طراح مد و کارآفرین اهل ایالات متحده آمریکا بود. وی برای طراحی و تولید کیف‌های زنانه خلاقانه معروف بود.
او کار خود را با کشیدن یک طرح اولیه از یک کیف بر روی کاغذ شروع کرد و بعدها صاحب کمپانی میلیونی دلاری اسپید شد. او سالها به عنوان ویراستار برای مجله «مادمازل» کار کرد و با وجود این همه برند موفق در زمینه کیف او متوجه کمبودی در بین طرحهای مختلف کیف در بین طراحان مشهور دنیا شد. او اولین کیف خود را در سال ۱۹۹۳ از کاغذ و چسب کاغذی ساخت. بعد از مدتی تصمیم گرفت که نامی برای برند خود انتخاب کند؛ بنابراین از نام خود و نام خانوادگی شوهرش، «اندی اسپید» -ANDY SPADE- استفاده کرد.
وی به طراحی لباس کشف و جواهرات می‌پرداخت به ویژه به علت طراحی کیف دستی شهرت داشت. او کمپانی تولید کیف دستی کیت اسپید را در سال ۱۹۹۳ تأسیس کرد و آن را در سال ۲۰۰۲ به کمپانی NORDSTROM و سپس COACH به ارزش ۲٫۴ میلیون دلار فروخت تا زمان بیشتری برای بزرگ کردن و تربیت دخترش داشته باشد. او بعدها برند دیگری به نام FRANCES VALENTINE را راه اندازی کرد.

## خودکشی
پلیس نیویورک جسد کیت اسپید را صبح روز سه‌شنبه ۵ ژوئن ۲۰۱۸ در آپارتمانش واقع در خیابان پارک منهتن شهر نیویورک پیدا کرد. یادداشتی از او در کنار جسدش پیدا شد